# Saint Lucia
Saint Lucia (phiên âm IPA: [seɪnt ˈluːʃɪə]) là một đảo quốc nằm trong lòng Đại Tây Dương, phía đông vùng biển Caribe. Với một phần nằm trên Lesser Antilles, vùng lãnh thổ này toạ lạc phía bắc của quần đảo Saint Vincent và Grenadines, tây bắc Barbados và phía nam Martinique. Nơi đây còn được biết đến với tên gọi khác là "Helen của vùng Tây Ấn" bởi sự tranh chấp giữa hai nước Anh - Pháp, tựa như cuộc chiến giành lấy Helen của thành Troy trong sử thi Iliad. 
Saint Lucia là một trong số những đảo quốc có khí hậu gió mùa, được mệnh danh là Thánh Lucia thành Syracuse. Người châu Âu đầu tiên đặt chân đến nơi đây từ những năm 1500 và sau đó người Pháp biến vùng đất này thành thuộc địa của họ bằng Hiệp ước năm 1600 với người Carib. Nhưng trong suốt một thời gian dài (1663-1667), Saint Lucia lại rơi vào tay người Anh. Không dưới 14 lần, hai nước Anh - Pháp phải lao vào chiến trận để giành lấy mảnh đất màu mỡ này. Mãi đến năm 1814, cuộc tranh chấp mới kết thúc với phần thắng nghiêng về người Anh. Năm 1924, chính quyền đại diện Saint Lucia được thành lập và từ năm 1954 - 1962, đảo quốc này là thành viên của Liên đoàn Tây Ấn (Federation of the West Indies).
Ngày 22 tháng 2 năm 1979, Saint Lucia chính thức trở thành quốc gia độc lập, thành viên của Khối Thịnh Vượng chung Anh

## Lịch sử
Theo một truyền thống sai lệch cho rằng đảo này do Colombo phát hiện ra nhằm ngày lễ kính Thánh Lucia thành Syracuse ngày 13 tháng 12 năm 1498 hoặc năm 1502. Suốt hai thế kỉ kể từ khám phá ra đảo này, lịch sử đảo Saint Lucia phản ánh một quá trình đấu tranh lâu đài giữa thực dân Anh và thực dân Pháp để giành quyền sở hữu. Vào thế kỷ XVII, cả người Pháp và người Anh đến định cư ở đảo này. Những người nô lệ được đem đến để khai khẩn các đồn điền mía và người bản xứ Carib ở đây bị tuyệt chủng.
Cuộc tranh giành quyền sở hữu kéo dài cho đến khi Pháp nhượng lại cho Anh năm 1814.
Saint Lucia trở thảnh quốc gia độc lập thuộc Khối Liên hiệp Anh năm 1979. Sau một thời kì xáo trộn, John Compton trở thành Thủ tướng từ năm 1982. Năm 1997, Tiến sĩ Kenny Anthony trở thành Thủ tướng sau khi đảng Lao động St.Lucia (SLP) giành 16 trên tổng số 17 ghế trong Quốc hội.
Trong năm 2006, Đảng UWP một lần nữa được dẫn đầu bởi Compton, giành quyền kiểm soát Quốc hội. Trong tháng 5 năm 2007, sau khi Compton bị một loạt các cơn đột quỵ nhỏ, Bộ trưởng Tài chính kiêm Ngoại giao Stephenson King trở thành thủ tướng. Ông đã thành công làm thủ tướng sau khi Compton chết trong tháng 9 năm 2007. Trong tháng 11 năm 2011, Tiến sĩ danh dự Kenny D. Anthony được bầu lại làm Thủ tướng lần thứ hai.

## Chính trị
Saint Lucia là một đảo quốc nằm trong Khối Thịnh vượng chung Anh, Quốc vương Charles III là nguyên thủ quốc gia Saint Lucia, đại diện trên hòn đảo này bởi một Toàn quyền. Quyền hành pháp nằm trong tay của Thủ tướng Chính phủ và nội các. Thủ tướng thường là người đứng đầu của một đảng có đa số thành viên ở Hạ viện có 17 ghế. Thượng viện, có 11 thành viên được chỉ định. Saint Lucia là một nền dân chủ nghị viện. Có năm đảng phái chính trị tham gia vào cuộc tổng tuyển cử bầu thủ tướng ngày 28 tháng 11 năm 2011. Tiến sĩ David Anthony của Đảng Lao động đã giành thắng với mười một trong số mười bảy ghế ở hạ viện. Saint Lucia là thành viên chính thức của Cộng đồng Caribe (CARICOM), Tổ chức Đông Caribê (OECS) và Cộng đồng Pháp ngữ.

## Địa lý

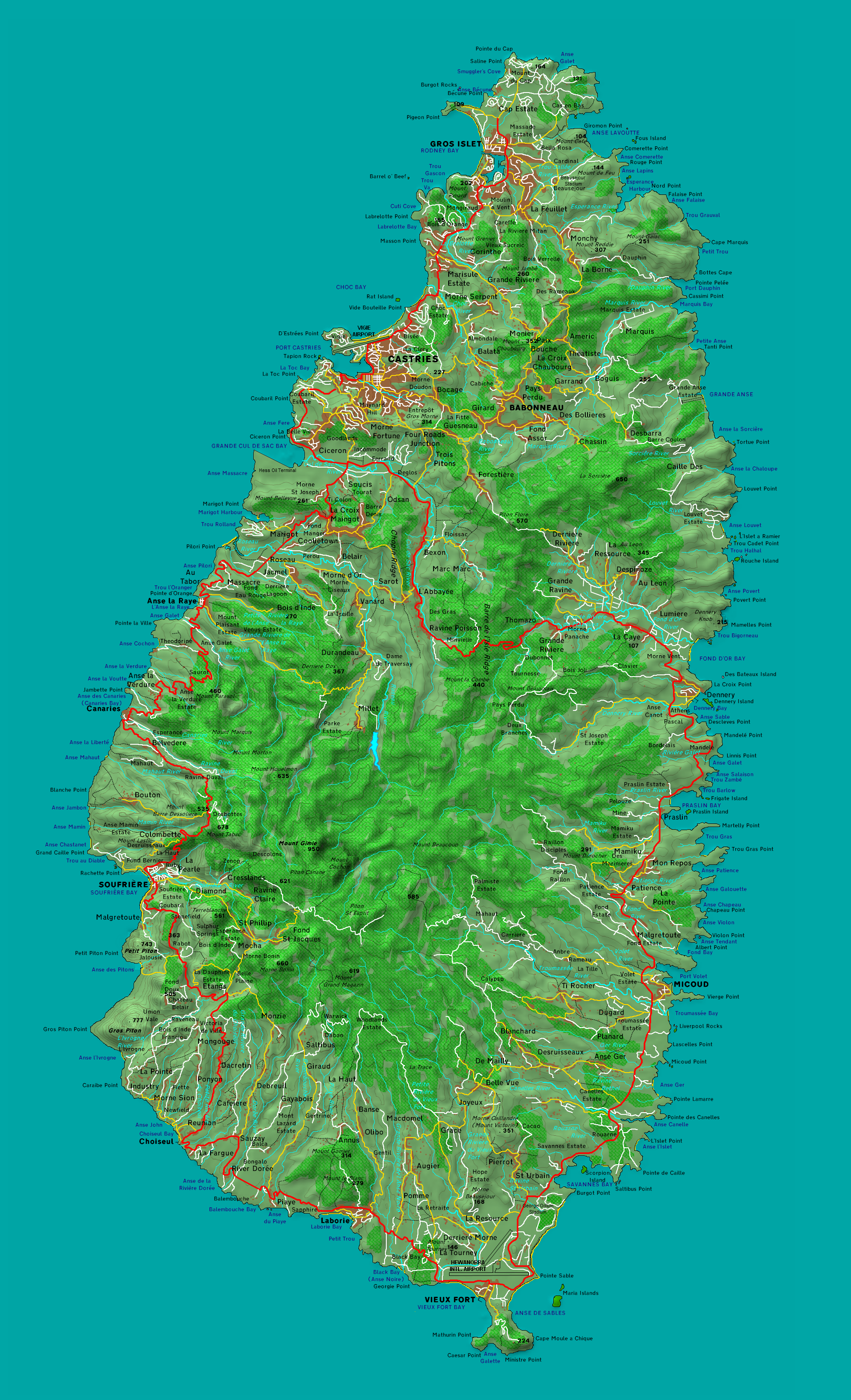
Bản đồ địa lý Saint Lucia

Đảo quốc Saint Lucia nằm ở quần đảo Tiểu Antilles, thuộc khu vực Trung Mỹ; ở phía Nam đảo Martinique của Pháp. Saint Lucia là một đảo núi lửa, địa hình gồ ghề: một chuỗi các dãy núi trải dài từ Bắc đến Nam, phân nhánh thành các mỏm núi đổ dốc về phía biển. Các đường bờ biển bị khoét sâu vào đất liền. Cảng Castries được xây dựng bên một bờ vịnh nhỏ và sâu, đảo Bồ câu nằm ở phía Bắc cảng Castries, nối liền với bãi biển thuộc đảo Saint Lucia bằng một con đê. Đảo này trở thành công viên thiên nhiên từ năm 1979. Vịnh Marigot ở phía Nam cảng Castries là một trong những vịnh đẹp ở vùng biển Antilles.
Thủ đô của Saint Lucia là Castries (dân số 60.263 người), trong đó 32,4% dân số sống ở nội ô. Thành phố lớn khác bao gồm Gros Islet, Soufrière và Vieux Fort. Khí hậu Saint Lucia thường là nhiệt đới, một mùa khô từ ngày 1 tháng 12 đến ngày 31 tháng 5, và một mùa mưa từ ngày 1 tháng 6 đến ngày 30 tháng 11.
Saint Lucia cũng thường xuyên bị ảnh hưởng bởi các cơn bão nhiệt đới và hoạt động núi lửa. Hòn đảo này đã bị ảnh hưởng nặng nề bởi cơn bão Allen vào năm 1980 và cơn bão Tomas trong năm 2010, gây thiệt hại nặng cho nông nghiệp và giảm lượng khách du lịch đến đảo quốc này, nhưng Saint Lucia nói chung có bão ít hơn so với nhiều hòn đảo Caribe khác, do vị trí phía nam của nó.

## Kinh tế
Tôn giáo tại Saint Lucia (2015)

Kinh tế Saint Lucia chủ yếu dựa vào phát triển các đồn điền chuối, ca cao, dừa, thuốc lá, bia. Đây cũng là hai loại nông sản xuất khẩu chính. Ngoài ngư nghiệp, ngành du lịch đang được chú trọng và phát triển. Việc đầu tư xây dựng cơ sở hạ tầng, hệ thống đường bộ và khách sạn đầy đủ tiện nghi đã thu hút du khách đến bờ biển phía Tây, nơi có những bờ biển tuyệt đẹp và những phong cảnh núi non đầy ấn tượng.
Quốc đảo này đã thu hút sự kinh doanh và đầu tư, đặc biệt là các ngân hàng nước ngoài vào các ngành công nghiệp du lịch, đó là nguồn doanh thu nước ngoài chính của hòn đảo. Lĩnh vực sản xuất của Saint Lucia là đa dạng nhất trong khu vực Đông Caribbean, và chính phủ đang cố gắng để khôi phục ngành công nghiệp chuối. Mặc dù tăng trưởng âm trong năm 2011, nhưng nền tảng kinh tế vẫn vững chắc, và dự đoán tăng trưởng GDP sẽ phục hồi trong tương lai.
Lạm phát là tương đối thấp, trung bình 5,5% giữa năm 2006 và 2008. Ngân hàng Trung ương Đông Caribbean phát hành bộ tiền tệ Đô la Đông Caribe, quản lý chính sách tiền tệ, điều chỉnh và giám sát hoạt động ngân hàng thương mại ở các nước thành viên. Năm 2003, chính phủ bắt đầu tái cơ cấu toàn diện nền kinh tế, bao gồm cả loại bỏ kiểm soát giá cả và tư nhân hóa các công ty chuối nhà nước.
Tính đến năm 2016, GDP của Saint Lucia đạt 1.439 USD, đứng thứ 172 thế giới và đứng thứ 6 khu vực Caribe.

## Giáo dục
Luật giáo dục quy định về giáo dục miễn phí và bắt buộc ở trẻ em trong độ tuổi từ 5 đến 15, chi tiêu công cho giáo dục là 5,8% GDP trong giai đoạn 2002-2005. Saint Lucia có một trường đại học là chi nhánh của trường Đại học mở Tây Ấn, và một số trường học y tế là chi nhánh của các trường như Đại học Quốc tế Mỹ, Đại học Y khoa, Đại học Y và Khoa học Y tế, và lâu đời nhất trong số đó là Đại học Khoa học Y tế. Các trường trung học hàng đầu cho trẻ em trai là trường Cao đẳng St Mary.

## Hành chính

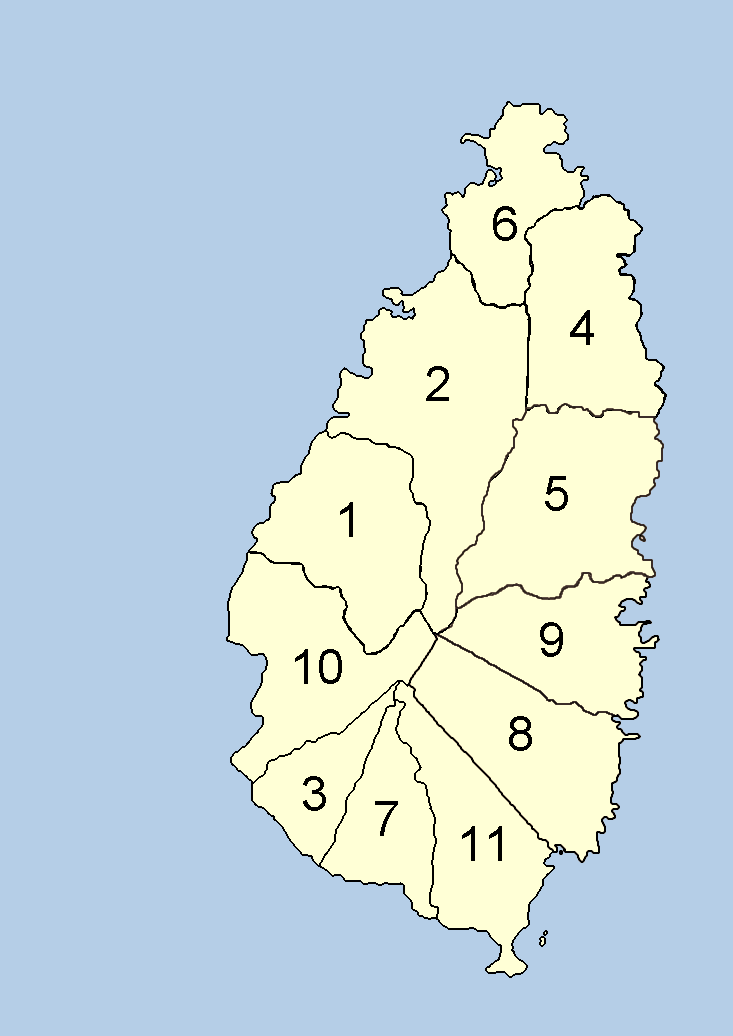
Các quận của Saint Lucia

Saint Lucia có 11 quận, hay khu giáo xứ trên đảo, vốn được hình thành khi nằm dưới quyền kiểm soát của người Pháp và được người Anh tiếp tục sử dụng:
1. Anse la Raye: 31.0 km²
2. Castries: 79.5 km²
3. Choiseul: 31.3 km²
4. Dauphin: 78.3 km²
5. Dennery: 69.7 km²
6. Gros Islet: 101.5 km²
7. Laborie: 37.8 km²
8. Micoud: 77.7 km²
9. Praslin: 15.9 km²
10. Soufrière: 50.5 km²
11. Vieux Fort: 43.8 km²
12. Stlucia villa: 15.9 km²

## Hình ảnh

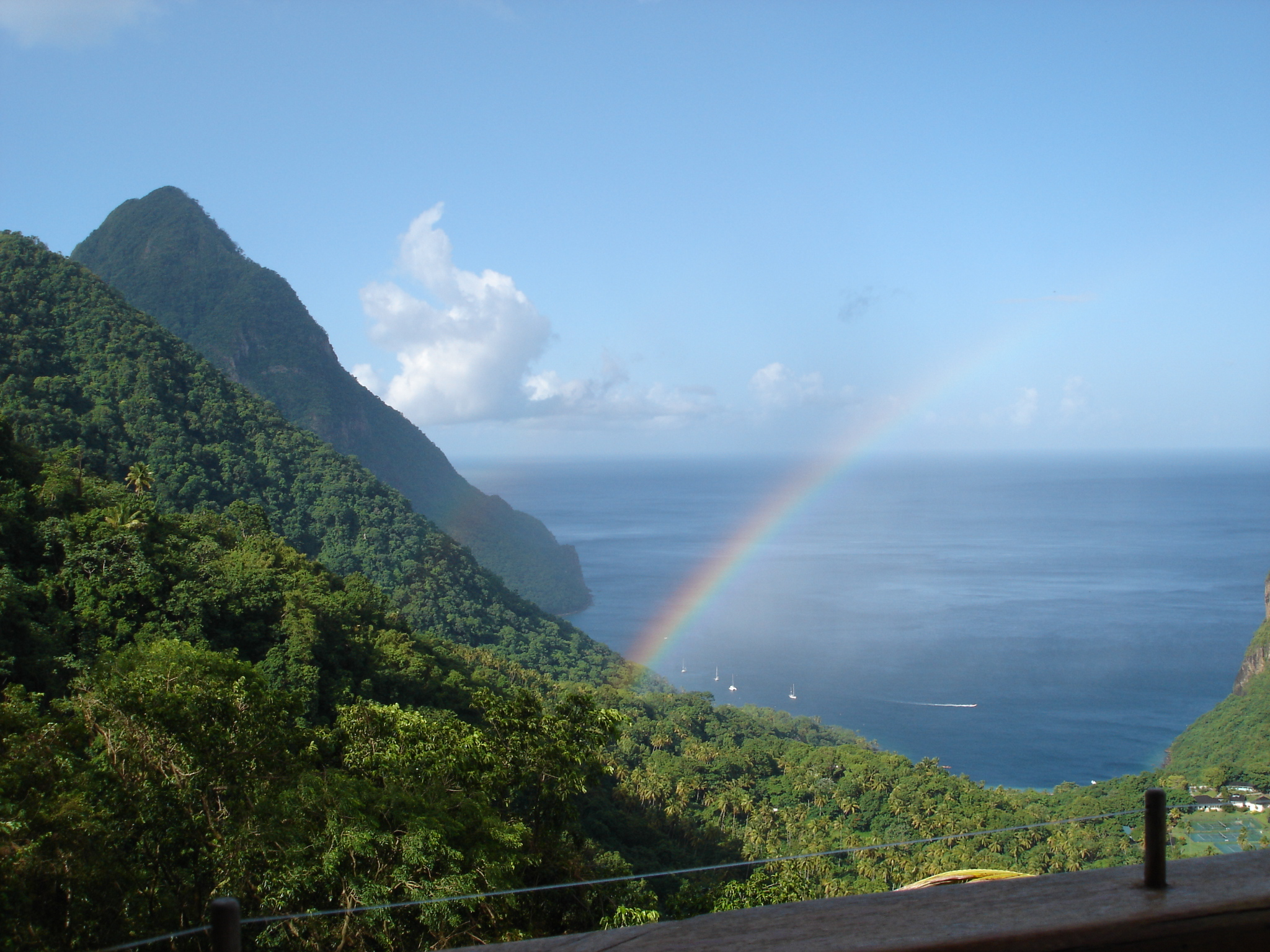
Gros Piton được nhìn từ Khách sạn Ladera – Tháng 9 2007
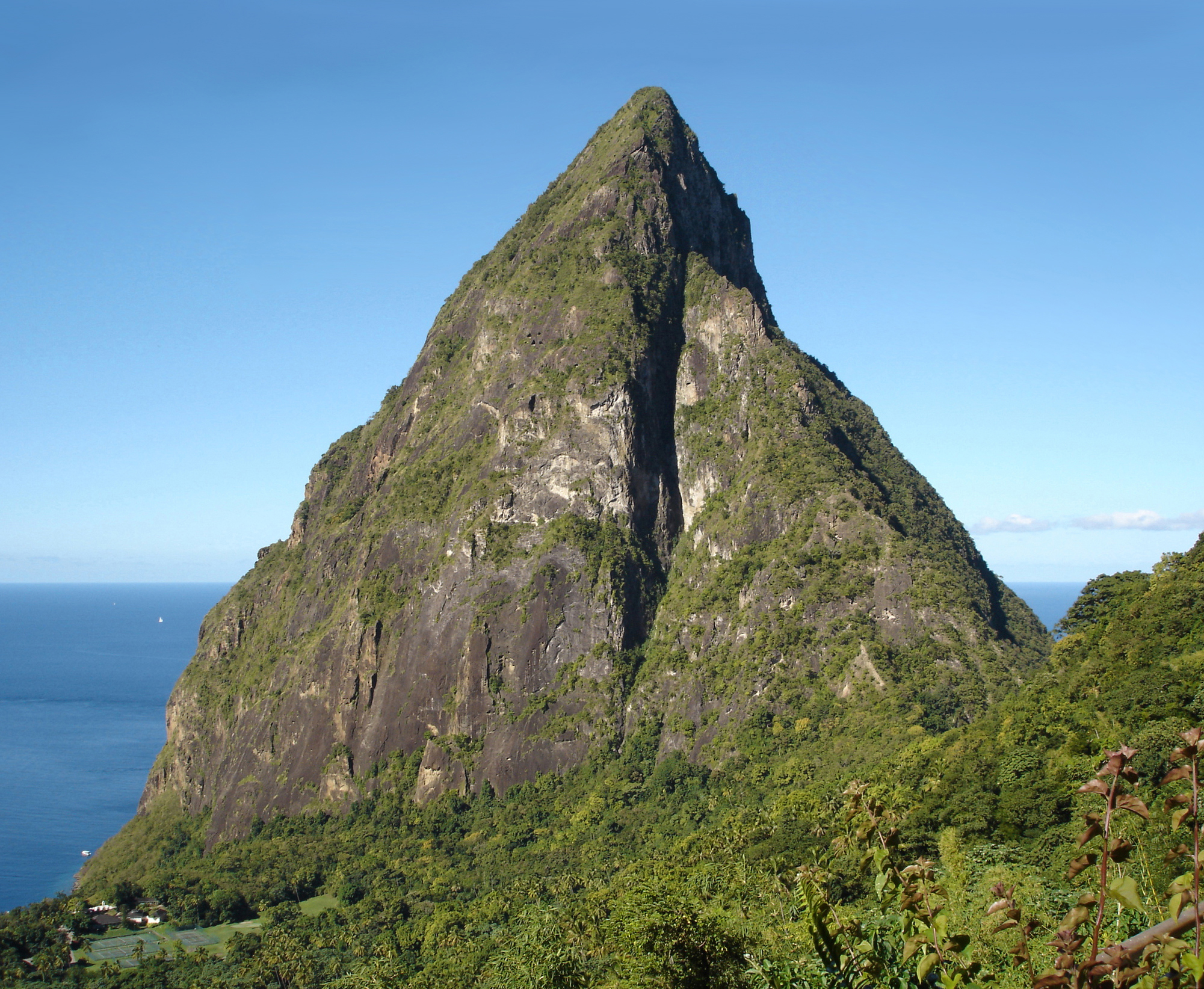
Petit Piton được nhìn từ Khách sạn Ladera – Tháng 12 2004
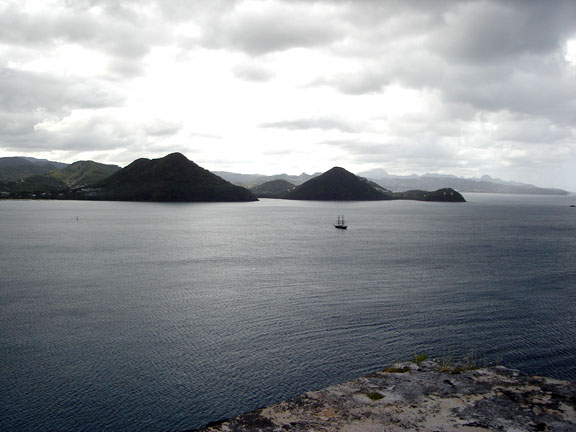
Chụp từ Pigeon Point (Fort Rodney) – 2006
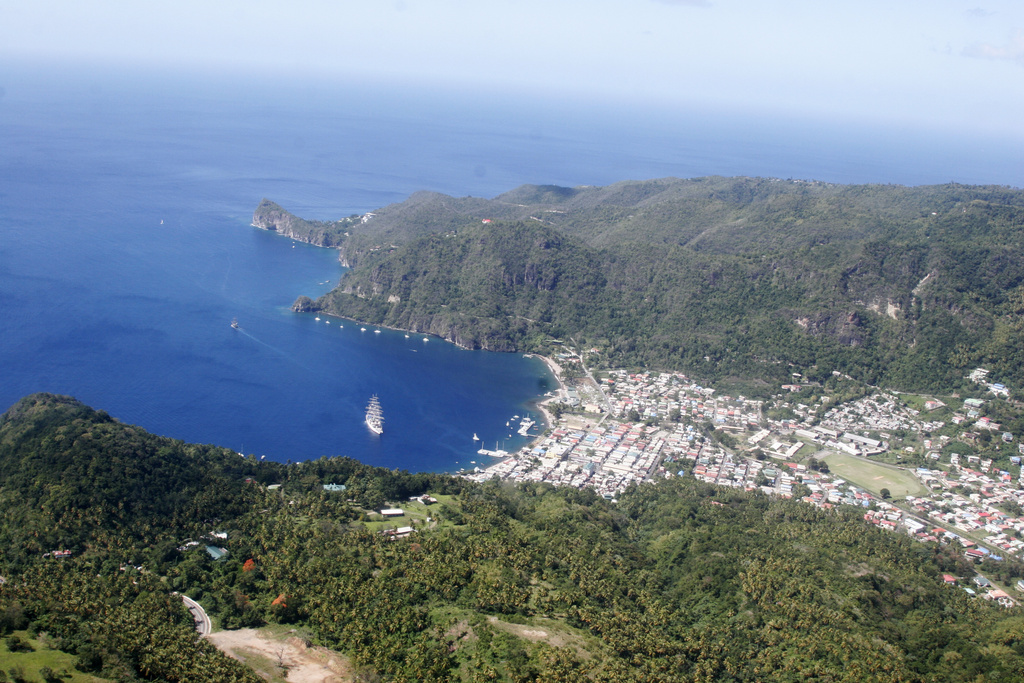
Vịnh Soufrière – Tháng 2 2006
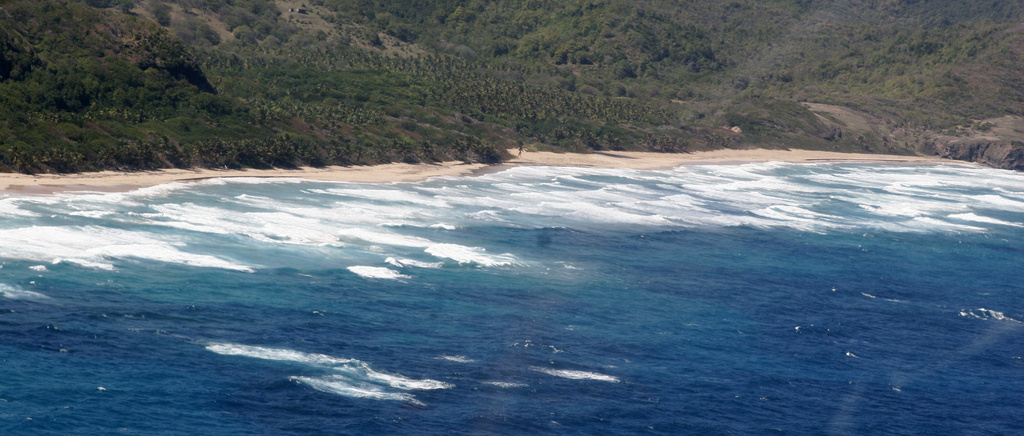
Bãi biển sạch ở St Lucia – Tháng 2 2006
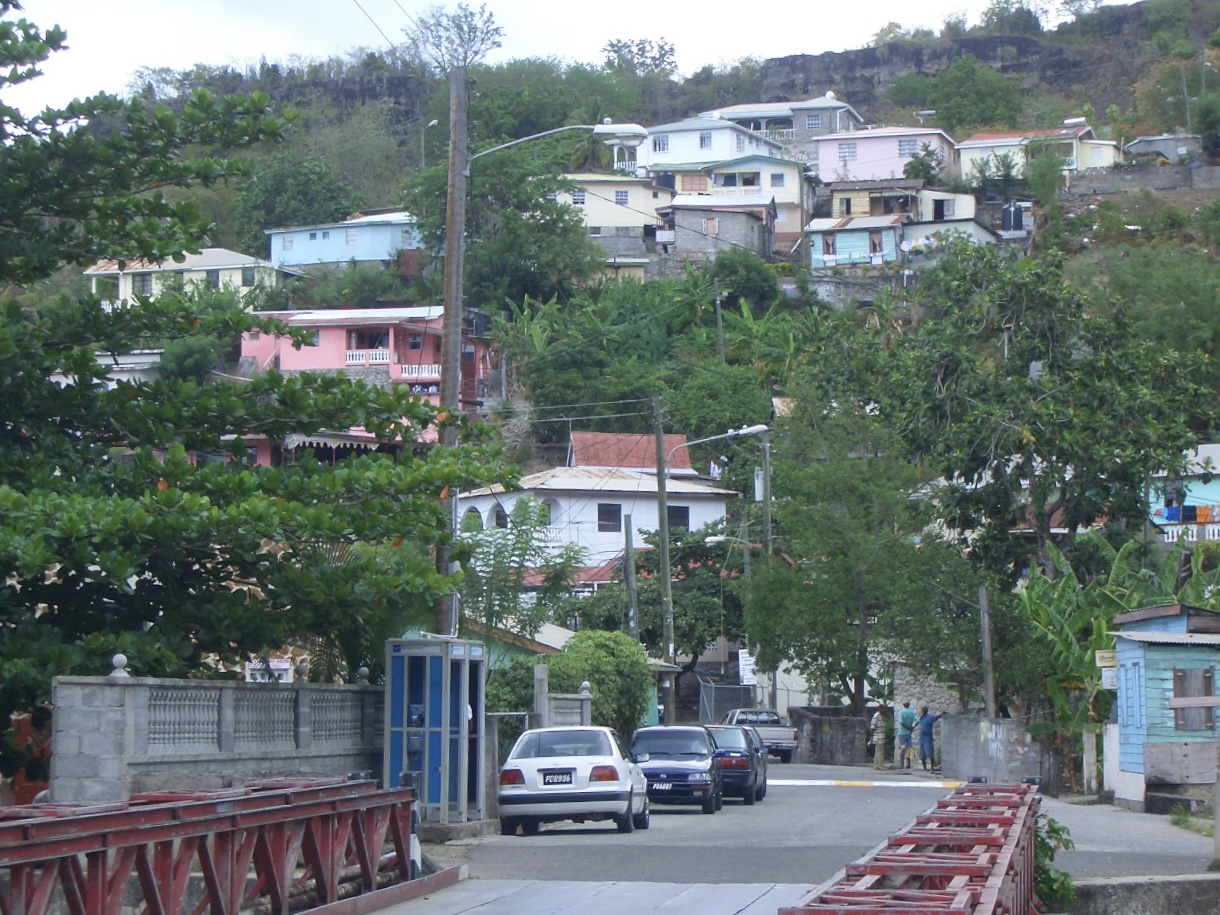
Phong cảnh đặc trưng ở Canaries: những ngôi nhà trên đồi – Tháng 6 2006
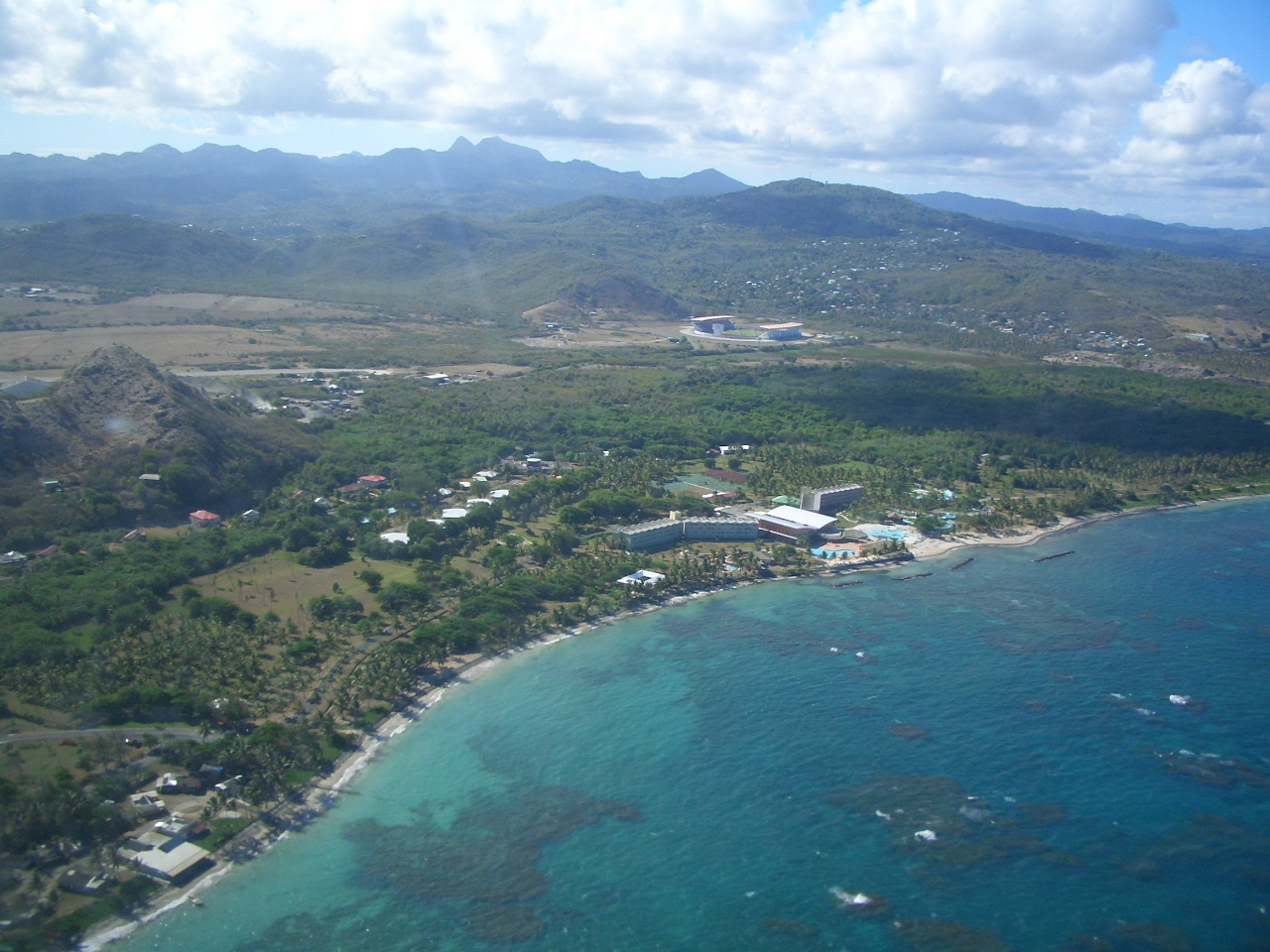
Nhìn từ đỉnh đồi ở khu du lịch trên biển – Tháng 6 2006
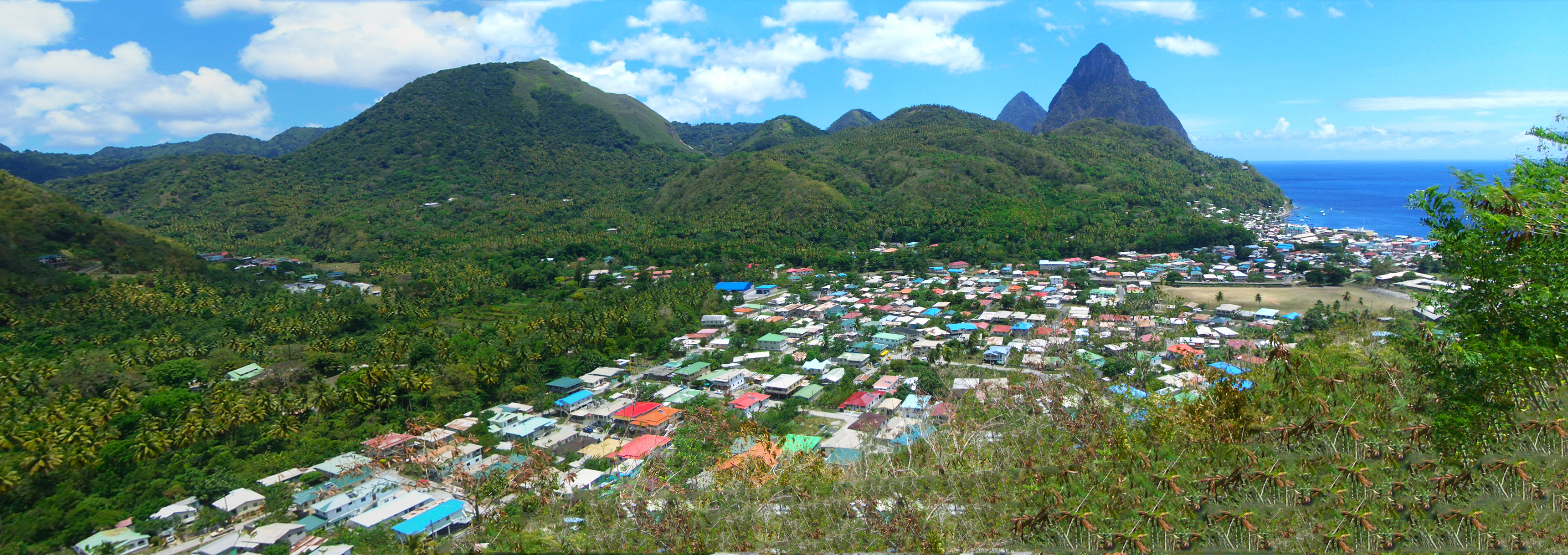
Soufrière – Tháng 2006
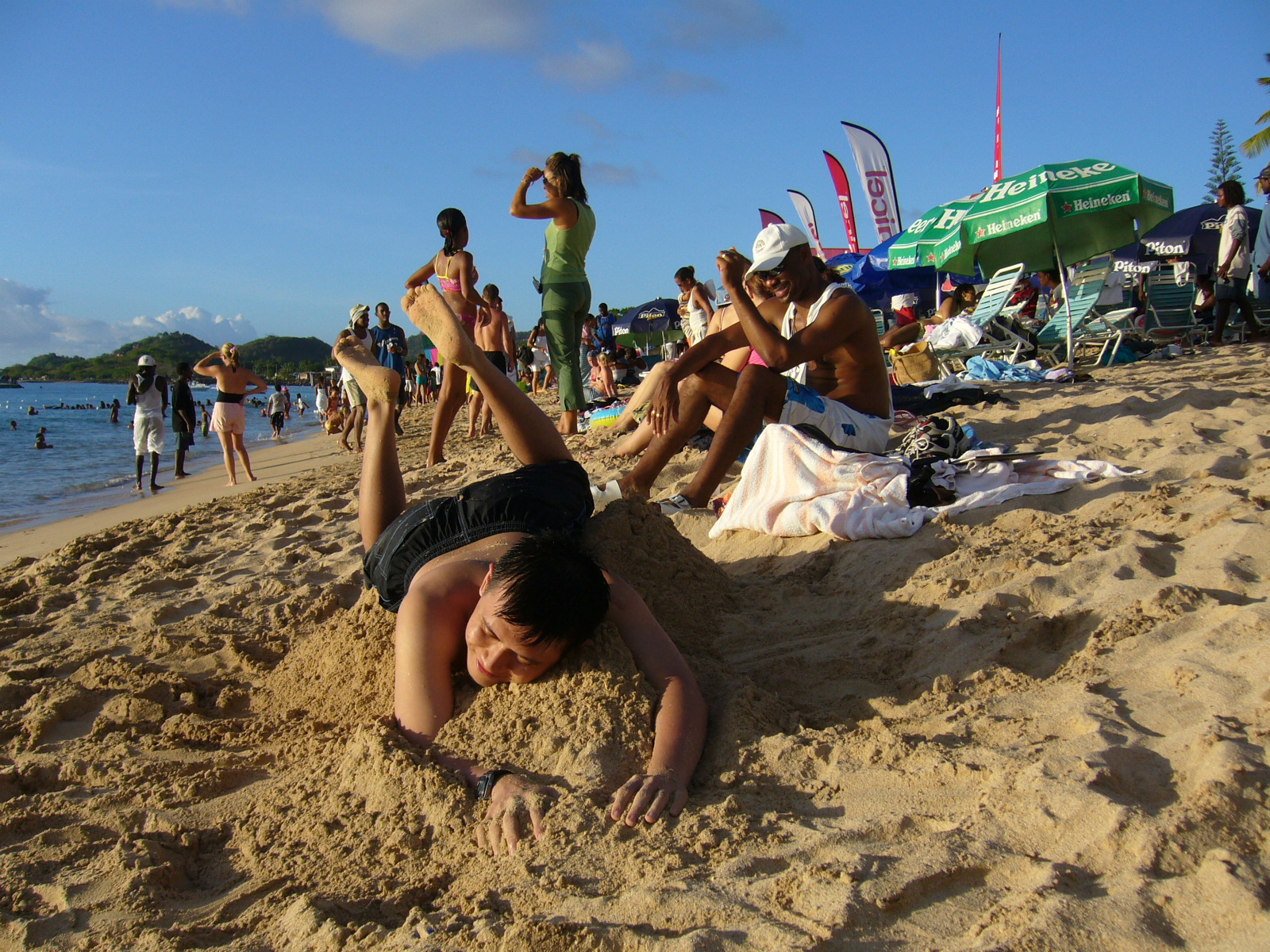
Khu du lịch biển – Tháng 6 2006
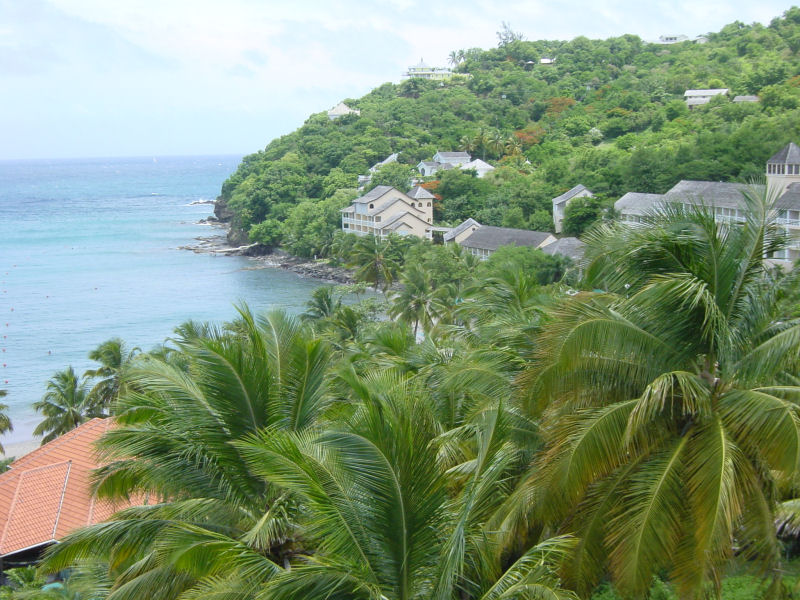
Nhìn từ khu du lịch Le Sport – Tháng 3 2006